# 파이브 아이즈
파이브 아이즈(영어: Five Eyes; FVEY) 또는 5개의 눈은 상호 첩보 동맹을 맺고 있는 영국, 미국, 캐나다, 오스트레일리아, 뉴질랜드 5개국을 이르는 말이다. 이들 국가는 모두 영국, 미국 법률인 영미법을 따르기 때문에 법률상 공조가 용이하며, 신호 정보에 관한 상호 협조 조약인 UKUSA 협정 조인국이다.
파이브 아이즈의 기원은 제2차 세계 대전 종전 직후부터 서방 연합국이 전후 세계의 밑그림을 그리기 위해 대서양 헌장을 발표한 것까지 거슬러 올라갈 수 있다. 냉전을 거치면서 소련과 동구권의 통신을 도감청하기 위한 목적으로 파이브 아이즈 5개국이 에셜론을 개발했고, 이때 개발된 장비와 기술들은 오늘날까지 계속 사용되며 전세계의 사적 통신망 수십억 개를 감시하고 있다.
1990년대 말, 에셜론의 존재가 대중에 알려지게 되었고, 이는 유럽 의회에서 주요한 쟁점으로 부각되었다. 한편 미국 의회에서는 유럽보다 관심의 정도가 덜했다. 2001년 이래로 테러와의 전쟁이 계속됨에 따라 파이브 아이즈는 대중감시 능력을 더욱 강화시켰으며, 특히 월드와이드웹의 감시에 집중하고 있다.
NSA 요원 출신의 내부고발자 에드워드 스노든은 파이브 아이즈를 "각 국가의 양지의 법률에 일절 응답하지 않는 초국가적 첩보조직"이라고 묘사했다. 2013년 스노든이 유출시킨 문서들에 따르면 파이브 아이즈는 서로 상대방 국가의 국민을 감시하고 그렇게 수집한 정보를 공유하는 식으로 움직였는데, 국민에 대한 감시에 부정적인 현지 헌법들을 회피하기 위한 목적이었다.
스노든의 폭로에도 불구하고 전문가들은 국제 사회가 이 건에 관하여 무슨 관심을 갖거나 또는 어떠한 분노를 표출한들 유의미한 영향은 끼치지 못할 것이며, 파이브 아이즈 당사국 5국의 상호 관계는 굳건할 것이라고 전망한다. 공교롭게도 대중 감시에 관한 소설 《1984년》의 배경이 되는 국가 "오세아니아"의 작중 영역과 얼추 일치한다.
2021년 9월 1일(현지시간) 미국 하원 군사위원회가 파이브 아이즈에 한국, 인도, 독일, 일본을 추가하는 국방수권법을 통과시켰다.

## 소속 기관
| 국가           | 기관                                                                          | 약칭     | 역할      |
| -------------- | ----------------------------------------------------------------------------- | -------- | --------- |
| 오스트레일리아 | 오스트레일리아 비밀정보국 (Australian Secret Intelligence Service)            | ASIS     | 인간 정보 |
| 오스트레일리아 | 오스트레일리아 신호국 (Australian Signals Directorate)                        | ASD      | 신호 정보 |
| 오스트레일리아 | 오스트레일리아 안보정보기구 (Australian Security Intelligence Organisation)   | ASIO     | 안보 정보 |
| 오스트레일리아 | 오스트레일리아 지리정보기구 (Australian Geospatial-Intelligence Organisation) | AGO      | 지리 정보 |
| 오스트레일리아 | 오스트레일리아 국방정보기구 (Defence Intelligence Organisation)               | DIO      | 국방 정보 |
| 캐나다         | 캐나다군 정보사령부 (Canadian Forces Intelligence Command)                    | CFINTCOM | 국방 정보 |
| 캐나다         | 캐나다 통신보안기구 (Communications Security Establishment)                   | CSE      | 신호 정보 |
| 캐나다         | 캐나다 안보정보청 (Canadian Security Intelligence Service)                    | CSIS     | 인간 정보 |
| 뉴질랜드       | 뉴질랜드 국방정보보안부 (Directorate of Defence Intelligence and Security)    | DDIS     | 국방 정보 |
| 뉴질랜드       | 뉴질랜드 정부통신보안국 (Government Communications Security Bureau)           | GCSB     | 신호 정보 |
| 뉴질랜드       | 뉴질랜드 안보정보청 (New Zealand Security Intelligence Service)               | NZSIS    | 인간 정보 |
| 영국           | 국방정보참모부 (Defence Intelligence)                                         | DI       | 국방 정보 |
| 영국           | 정부통신본부 (Government Communications Headquarters)                         | GCHQ     | 신호 정보 |
| 영국           | 영국 정보청 보안부 (Security Service)                                         | MI5      | 안보 정보 |
| 영국           | 영국 비밀정보부 (Secret Intelligence Service)                                 | MI6, SIS | 인간 정보 |
| 미국           | 중앙정보국 (Central Intelligence Agency)                                      | CIA      | 인간 정보 |
| 미국           | 미국 국방정보국 (Defense Intelligence Agency)                                 | DIA      | 국방 정보 |
| 미국           | 연방수사국 (Federal Bureau of Investigation)                                  | FBI      | 안보 정보 |
| 미국           | 미국 국가지리정보국 (National Geospatial-Intelligence Agency)                 | NGA      | 지리 정보 |
| 미국           | 미국 국가안보국 (National Security Agency)                                    | NSA      | 신호 정보 |

## 파이브 아이즈가 사찰한 저명 인물 및 단체
파이브 아이즈의 감시 능력은 기술이 진보함에 따라 함께 증가하였기 때문에, 오늘날 모든 사람들의 대화를 엿들을 수 있는 세계적 감시망은 어느날 갑자기 등장한 것이 아니라 조금씩 점진적으로 개발되어온 것이다. 이하 목록은 사찰 자료가 유출되거나 기밀이 해제되거나 내부 고발이 이루어지는 등의 이유로 파이브 아이즈의 사찰 대상임이 확실시된 존재들을 다루고 있다.
| 사진 | 성명                 | 생몰          | 사찰 기관    | 비고 | 주                          |
| ---- | -------------------- | ------------- | ------------ | --- | --------------------------- |
|      | 찰리 채플린          | 1889년–1977년 | - MI5 - FBI  | 영국계 코미디언, 영화제작자. 무성영화 시대에 큰 인기를 얻었다. 공산주의와 연관이 있다는 소문에 의해 채플린은 1950년대에 MI5 요원들의 감시를 받았다. MI5는 채플린이 미국에서 매카시즘으로 추방당할 때 FBI에 도움을 제공하기도 했다.                                                                                                 | [ 14 ] [ 15 ] [ 16 ]        |
|      | 스트롬 서먼드        | 1902년–2003년 | - 다수       | 미국의 백인우월주의 정당 주권민주당 소속 정치인. 1948년 미국 대통령 선거 출마. 1954년부터 2003년 100세가 될 때까지 사우스캐롤라이나를 지역구로 하는 상원의원을 지냈다. 1988년 록히드 직원 마거릿 뉴스햄이 미국 의회의 비공개 회기에서 서먼드의 전화가 파이브 아이즈의 에셜론으로 도감청되었다고 증언했다.                          | [ 17 ] [ 18 ] [ 19 ]        |
|      | 넬슨 만델라          | 1918년–2013년 | - CIA - SIS  | 남아프리카 공화국의 법률가, 정치인. 1994년에서 1999년 사이 남아프리카 공화국의 대통령 역임. 만델라의 반대자들은 그를 테러리스트라고 칭했으며, 영국 SIS 요원들이 그를 사찰했다. 1962년 CIA가 만델라의 테러 행위의 상세한 정보를 남아공 당국에 넘기면서 체포된 바 있다.                                                              | [ 20 ] [ 21 ] [ 22 ] [ 23 ] |
|      | 제인 폰다            | 1937년–       | - GCHQ - NSA | 미국 배우, 작가, 패션모델, 사회운동가. 정치사회 운동 경력으로 인해 GCHQ가 폰다 및 그 남편 톰 헤이든의 통화내역들을 도감청해 NSA로 넘겼다. | [ 24 ] [ 25 ]               |
|      | 알리 하메네이        | 1939년–       | - GCHQ - NSA | 이란의 이슬람교 시아파 성직자이자 전직 이란의 대통령이며 현임 최고 지도자. 하메네이가 2009년 이란령 쿠르디스탄을 방문했을 당시 하메네이와 그 수행단은 위성 사진 기술을 동원한 사찰의 대상이 되었다. 이 작전은 GCHQ와 NSA가 공동으로 참여했다.                                                                                      | [ 26 ]                      |
|      | 존 레논              | 1940년–1980년 | - FBI - MI5  | 영국계 음악인, 비틀즈의 리더. 레논은 베트남 전쟁이 한창이던 1960년대 ~ 1970년대에 반전 운동에 앞장섰다. 1971년에는 아예 뉴욕 시로 이주하여 미국의 반전운동가들과 합류했다. 이후 12개월 동안 미국 정부 측은 레논의 행동들에 대한 광범한 감시 활동을 벌였고 그 이후 그를 영국으로 추방했다. 사찰은 FBI가 했고 영국의 MI5가 협조했다. | [ 27 ] [ 28 ] [ 29 ] [ 30 ] |
|      | 에후드 올메르트      | 1949–         | - GCHQ - NSA | 이스라엘 정치인, 법률가, 전 예루살렘 시장. 제12대 이스라엘의 총리. 올메르트는 이스라엘 국방장관 에후드 바라크와 함께 GCHQ와 NSA의 사찰 대상 목록에 올라와 있었다. | [ 31 ]                      |
|      | 수실로 밤방 유도요노 | 1949–         | - ASD - NSA  | 전직 인도네시아의 대통령. 보스니아 헤르체고비나 평화군 군사참관인단장을 역임. 유도요노 부부는 ASD의 사찰 대상이었으며, ASD는 사찰로 얻은 정보를 NSA와 공유했다. | [ 32 ] [ 33 ] [ 34 ]        |
|      | 앙겔라 메르켈        | 1954년–       | - 다수       | 독일의 정치인, 물리학자. 2005년 이후 독일의 연방수상 재임중. 메르켈의 전화 통화는 SCS 프로그램으로 도감청되고 있었고, SCS는 파이브 아이즈의 스테이터룸 프로그램의 일부였다. | [ 35 ] [ 36 ] [ 37 ]        |
|      | 다이애나 비          | 1961년–1997년 | - GCHQ - NSA | 전 영국 왕세자비. 적극적인 지뢰 금지 운동가였다. GCHQ와 NSA의 사찰 대상이었으며, 일급기밀로 처리되어 공개되지 않은 그녀에 관한 정보가 1천 페이지 분량을 넘는다. 다이애나 비에 관한 NSA 파일은 국가안보상의 문제 때문에 공개가 불가능하다고 한다.                                                                                   | [ 38 ] [ 39 ] [ 40 ]        |
|      | 킴 도트콤            | 1974–         | - FBI - GCSB | 독일계 핀란드 인터넷 기업가, 해커 운동가. 독일계 본명은 킴 슈미츠. 불법공유의 온상인 메가업로드 사이트를 만든 사람이다. FBI를 대신해 뉴질랜드의 GCSB가 도트콤을 불법적으로 사찰했다. 이후 뉴질랜드 총리 존 키가 GCSB의 불법 사찰에 대해 사과를 표명했다.                                                                           | [ 41 ] [ 42 ] [ 43 ] [ 44 ] |

항공사
- 아에로플로트[45] (Russia)

방송사
- 알자지라[46] (Qatar)

금융 기관
- 마스터카드[47] (USA)
- 국제은행간통신협회[47]
- 비자카드[47] (USA)

다국적 재벌
- 탈레스 그룹[48] (France)

석유 기업
- 페트로브라스[49] (Brazil)
- 토탈 S.A.[48] (France)

검색 엔진
- 구글[50][51] (USA)
- 야후![52] (USA)

통신 기업
- 알카텔-루슨트[53] (France)
- 벨가컴[54] (Belgium)
- 팩넷[55] (Hong Kong)

유엔
- 유엔 총회[56]
- 유엔 군축연구소[57]
- 유니세프[48]
- 유엔 개발 계획[48]
- 국제 원자력 기구[58]

대학교
- 중국 칭화 대학[59] (PRC)
- 이스라엘 예루살렘 히브리 대학교 내 라카 물리학 연구소[57] (Israel)

## 같이 보기
- 쿼드 (국제 회의)